# 斯特西維爾 (緬因州)
斯特西維爾（英語：Stacyville）是一個位於美國緬因州佩諾布斯科特縣的鎮。

## 人口
根據2020年美國人口普查的數據，斯特西維爾的面積為102.41平方千米，當中陸地面積為102.38平方千米，而水域面積為0.03平方千米。當地共有人口380人，而人口密度為每平方千米4人。